# Zak Starkey
Zak Starkey, född 13 september 1965 i London, är en brittisk musiker, som är känd som trummis i The Who och, fram till den 12 maj 2008, i Oasis. Han är son till Beatles-medlemmen Ringo Starr (egentligen Richard Starkey). 
Zak Starkey ersatte Kenney Jones som trummis i det engelska rockbandet The Who 1996. Han lämnade The Who 2004 för att medverka på Oasis sjätte studioalbum Don't Believe The Truth. Han medverkade även på Oasis världsturné under 2005 och 2006. När Oasis sedan tog ett sabbatsår under resten av 2006 spelade Starkey därefter återigen med The Who, under gruppens första världsturné på flera år. Starkey var också trummis på Oasis sjunde studioalbum Dig Out Your Soul (2008), men den 12 maj 2008 tillkännagavs att han skulle ersättas som trummis av Chris Sharrock i Oasis.
Att spela med The Who var en barndomsdröm för Starkey; han fick sina första trumlektioner av Keith Moon, som var hans gudfar. Starkey har även spelat trummor i Ringo Starr & His All-Starr Band.

## Diskografi (urval)
Album
- Artists United Against Apartheid – Sun City (1985)
- Roger Daltrey – Under a Raging Moon (1985)
- Eddie Hardin – Wind in the Willows (1985)
- Mike d'Abo – Indestructable (1987)
- ASAP – Silver and Gold (1989)
- Pete York – Super Drumming II (1989)
- Ringo Starr – Ringo Starr and His All-Starr Band (1990)
- Ringo Starr – Ringo Starr and His All-Starr Band Volume 2: Live from Montreux (1993)
- Tony Martin – Back Where I Belong (1992)
- Robert Hart – Robert Hart (1992)
- Eikichi Yazawa – Anytime Woman (1992)
- The Semantics – Powerbill (1996)
- John Entwistle – The Rock (1996)
- Simon Townshend – Among Us (1996)
- Ringo Starr – Ringo Starr and His Third All-Starr Band-Volume 1 (1996)
- Eddie Hardin – Wizard's Convention, Vol. 2 (1997)
- The Lightning Seeds – Tilt (1999)
- Sasha – Surfin' on a Backbeat (2001)
- Johnny Marr and the Healers – Boomslang (2003)
- The Who – Then and Now (2004)
- Oasis – Don't Believe the Truth (2005)
- The Who – Endless Wire (2006)
- Broken English – The Rough with the Smooth (2007)
- Oasis – Dig Out Your Soul (2008)
- The Who – Who (2019)